# ناحیه ولر، شهرستان هنری، ایلینوی
ناحیه ولر (به انگلیسی: Weller Township) یک منطقهٔ مسکونی در ایالات متحده آمریکا است که در شهرستان هنری، ایلینوی واقع شده‌است. ناحیه ولر ۲۲۰ متر بالاتر از سطح دریا واقع شده‌است.